# André Krust
André Krust est un pianiste français né le 10 mai 1926 à Belfort et mort le 7 septembre 2020 à Aulnay-sous-Bois. 

## Biographie
Il fut déporté en Allemagne de septembre 1944 à mai 1945. Il parlait peu de cette sombre période. Après-guerre, Il rentre au Conservatoire de Paris - CNSM (Prix de piano en 1950 dans la classe de Jean Doyen, Harmonie avec Olivier Messiaen, Histoire de la musique avec Norbert Dufourcq). Il se perfectionne pendant plus de cinq ans aux côtés du pianiste Yves Nat et remporte en 1956 le Prix d’interprétation du Concours International Franz Liszt de Budapest. Il bénéficiera, également, des conseils du pédagogue russe Pierre Kostanoff. Cela le marqua durablement. Au début de sa carrière il enregistre des disques très remarqués chez Harmonia Mundi et Erato-Edition. IL y associe Schubert, Schumann et Brahms. Parallèlement il honore son auditoire de nombreux récitals en France, en Europe, Afrique, Canada et USA. Il a été le pianiste de José Torres (danseur espagnol très connu à son époque) et de sa femme Marianne Ivanoff (danseuse classique et première danseuse du corps de Ballet de l'Opéra national de Paris). Il a été l'accompagnateur de Luis Mariano et travailla au Théâtre du Châtelet à Paris.  Il a été chef de chant à l'opéra de Paris. Il participa, sous la direction de Pierre Boulez, au célèbre enregistrement du Wozzeck de Alban Berg. Jean Barraqué lui permit d’être le pianiste de la création de son œuvre Chant après chant au Festival de Strasbourg. Grand amateur de la période romantique, il est devenu un spécialiste de Robert Schumann. Il fut le premier à se concentrer sur l’œuvre intégrale pour piano de ce compositeur.  Il l’interpréta en concert et fut l’un des premiers à l’enregistrer, pour RCA. Ses derniers concerts, toujours dans le domaine romantique, associaient, volontiers, musique, poèmes et textes d'écrivains célèbres. Il considérait la musique comme une partie de l’art (peinture, musique, écriture, sculpture, architecture …)  Il a enseigné au Conservatoire à rayonnement régional d'Amiens et au conservatoire régional de Montreuil-sous-Bois, à l'Université d'Ottawa et au Conservatoire du Luxembourg de Paris; ancêtre du conservatoire municipal du 6éme arrondissement de Paris.  Il y professa jusqu'en 1994 année de sa retraite. Il continua ensuite son enseignement à destination d'adultes dans le même établissement jusqu'en 2018. Ses élèves se souviennent d’un pédagogue attentif, rigoureux et affectueux, il a formé plusieurs générations d’élèves, qui gardent aussi en mémoire sa générosité et son sens de l’humour légendaire. Certains sont devenus des professionnels comme Marie Laure Muller et reconnus comme Cyril Huvé. 

## Discographie
Intégrale de l'œuvre pour piano de Schumann chez RCA, 1973 (prise de son par Bernard Neveu).
Réédition depuis 2000 chez BNL (distribution socadisc).